# Бруно Бохе
Бруно Бохе (нім. Bruno Boche, 28 травня 1897 — 1 квітня 1972) — німецький хокеїст на траві.
Бронзовий призер Олімпійських Ігор 1928 року.